# Fradusta
La Fradusta è una delle cime più importanti delle Pale di San Martino, nelle Dolomiti trentine. La sua importanza è data soprattutto dal fatto che sul suo versante nord si estendeva il ghiacciaio omonimo (Ghiacciaio della Fradusta).

## Collocazione geografica
La Fradusta è collocata nella parte centrale delle Pale di San Martino, nel comune di Tonadico e a nord domina, oltre che il ghiacciaio, anche tutto l'altopiano delle Pale. A ovest scende la Val Pradidali, mentre sotto la sua imponente parete sud si trova il Valon delle Lede che scende in Val Canali.
Le cime più vicine sono: la Cima Wilma, la Cima Canali, la Cima Manstorna e la Cima dei Lastei.
Il 10 febbraio 2013, nella Busa Nord di Fradusta (dolina glaciale sotto il ghiacciaio della Fradusta) è stata raggiunta la temperatura record di -49,6 °C.; record poi battuto il 7 gennaio del 2022 dalla vicina Busa Riviera: -50,6 °C

## Incidente aereo
Il 19 luglio 1957 sulla Fradusta ci fu un grave incidente: un velivolo militare USA si schiantò contro la parete sud e 11 aviatori statunitensi persero la vita. A ricordo dei caduti, nei pressi del bivacco Minazio, vicino al luogo dello schianto, è stata apposta una targa commemorativa sulla quale sono riportati i nomi e i gradi dei militari. Tuttora nella zona a monte del bivacco sono ben visibili i rottami del velivolo precipitato.

## Voci correlate

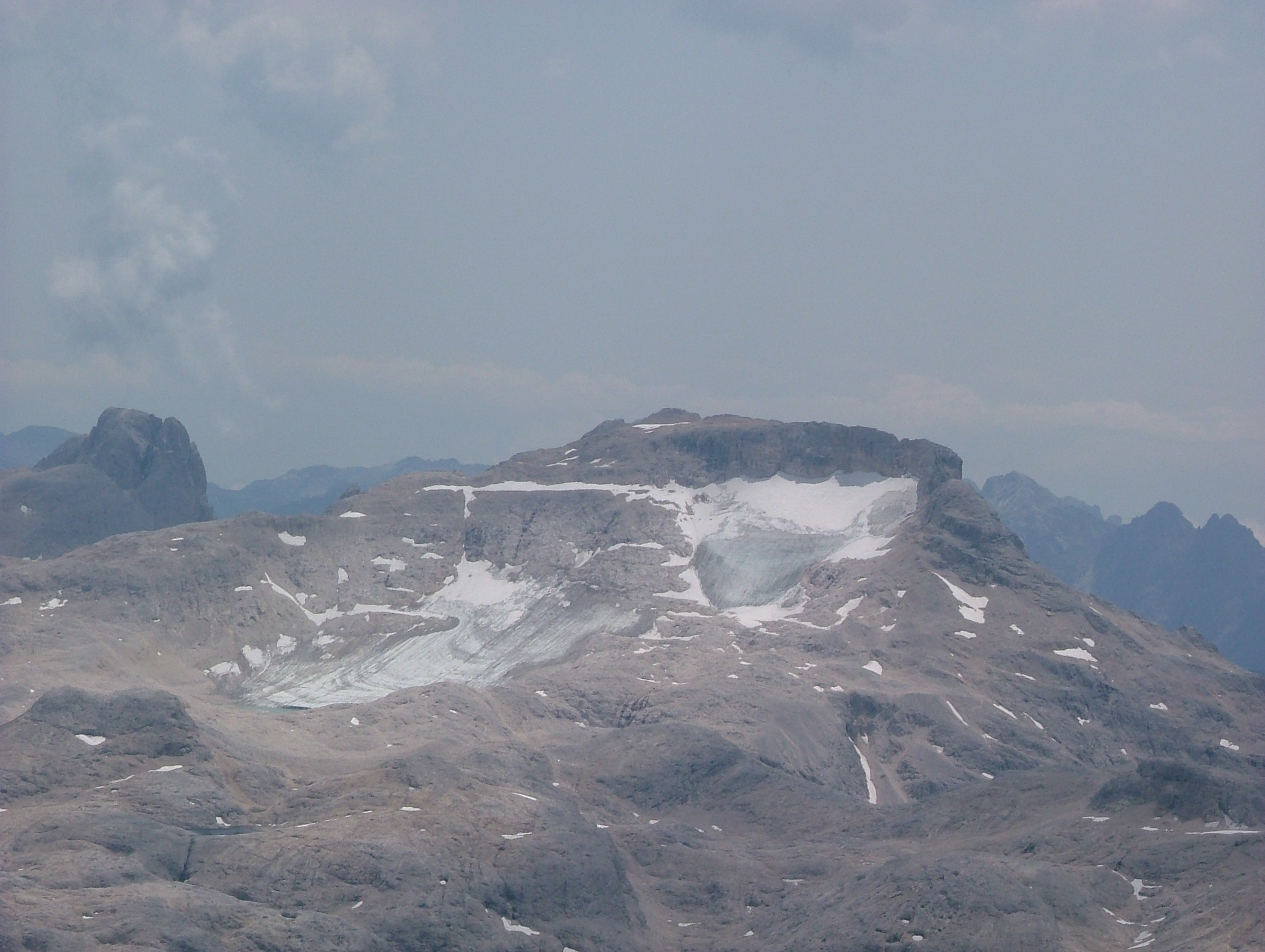
Il versante nord della Fradusta con l'omonimo ghiacciaio (luglio 2005)